# Przydroże Wielkie
Przydroże Wielkie (deutsch: Groß Schnellendorf) ist ein Ort der Stadt- und Landgemeinde Korfantów im Powiat Nyski der Woiwodschaft Opole in Polen. Ortsteile von Przydroże Wielkie sind die nördlich gelegenen Kolonien Drewnica (Kolonie Holzmühle) und Kolonia Przydroże Wielkie (Kolonie Groß Schnellendorf).

## Geographie
Przydroże Wielkie liegt etwa fünf Kilometer südwestlich von Korfantów (Friedland O.S.), 29 Kilometer östlich von Nysa (Neisse) und 43 Kilometer südwestlich von Opole (Oppeln) in der Nizina Śląska (Schlesischen Tiefebene). Nördlich des Dorfes fließt der Steinau.
Nachbarorte von Przydroże Wielkie sind im Nordwesten Rynarcice (Rennersdorf), im Südosten Przydroże Małe (Klein Schnellendorf) und im Südwesten Jegielnica (Jäglitz).

## Geschichte

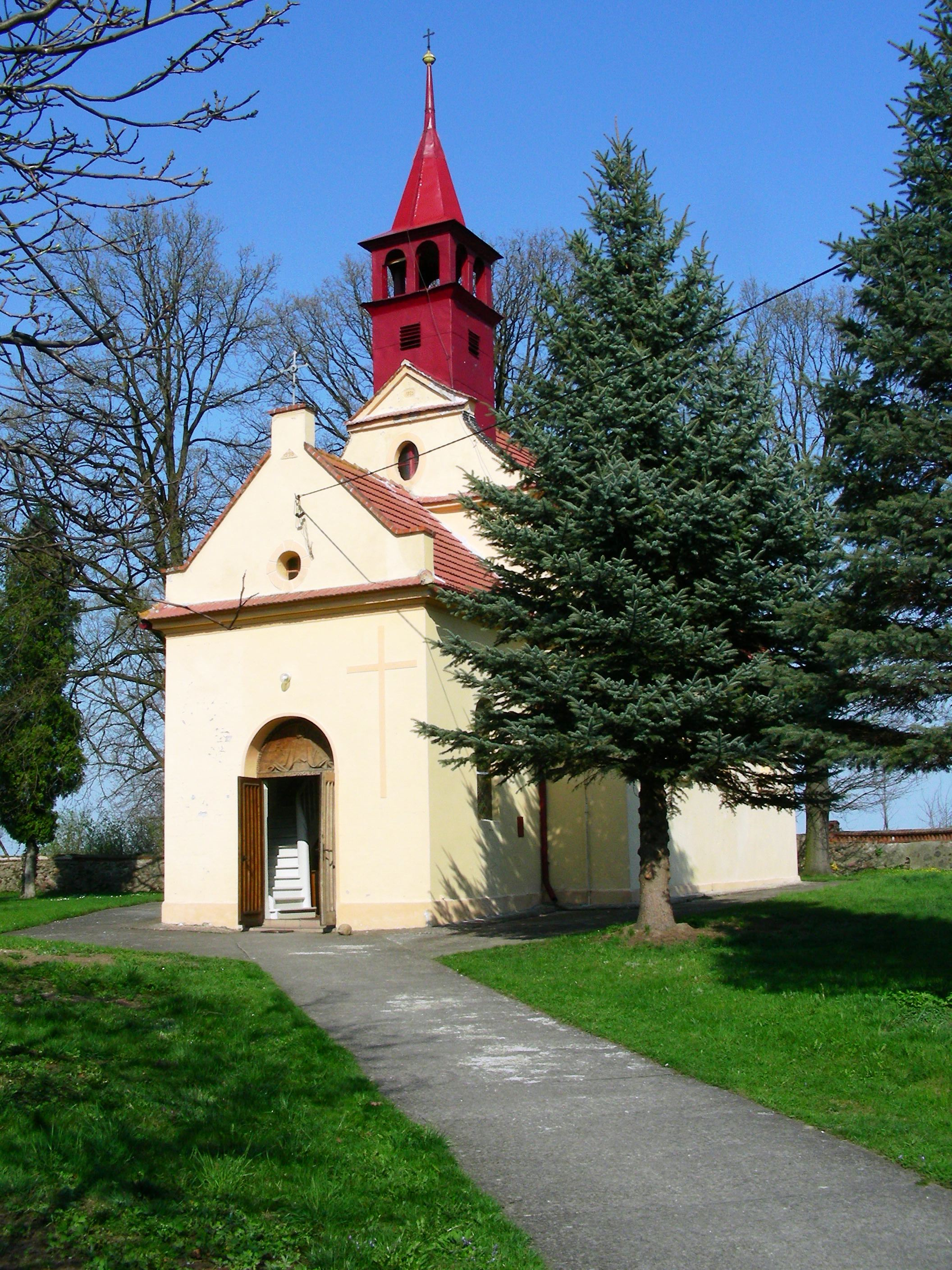
Kirche Unsere Liebe Frau von Tschenstochau

Das Dorf wurde im Jahr 1300 erstmals als Predros erwähnt. 1305 wurde das Dorf erneut als Predros und als Snellindorph erwähnt. Dem Sprachwissenschaftler Heinrich Adamy zufolge leitet sich der ursprüngliche Name von der polnischen Bezeichnung für eine Straße ab. In seinem Werk über die Ortsnamen in Schlesien, das 1888 in Breslau veröffentlicht wurde, nennt er als ältesten überlieferten Namen Przydrosza mit der Bedeutung "Dorf an der Straße gelegen".
Nach dem Ersten Schlesischen Krieg 1742 fiel Groß Schnellendorf mit dem größten Teil Schlesiens an Preußen. Ende des 18. Jahrhunderts bestanden im Dorf ein Gutshof sowie eine Wassermühle.
Nach der Neuorganisation der Provinz Schlesien gehörte die Landgemeinde Groß Schnellendorf ab 1818 zum Landkreis Falkenberg O.S. im Regierungsbezirk Oppeln. 1831 wurde eine Kapelle im Dorf erbaut. 1845 bestanden im Dorf ein Vorwerk, eine katholische Kapelle, eine katholische Nebenschule vom Dorf Klein Schnellendorf, eine Mühle, eine Schmiede und 82 Häuser. Im gleichen Jahr lebten in Groß Schnellendorf 446 Menschen, davon zwölf evangelisch. 1853 wurde eine Schule eigens für den Ort eingerichtet. 1861 lebten in Groß Schnellendorf 512 Menschen. 1865 zählte das Dorf neun Bauern, 25 Gärtner und 24 Häusler. Die Schule im Ort zählte im gleichen Jahr 145 katholische Schüler. 1874 wurde der Amtsbezirk Klein Schnellendorf gegründet, welcher aus den Orten Ellguth-Steinau, Groß Schnellendorf, Klein Schnellendorf und Plieschnitz und den Gutsbezirken Ellguth-Steinau, Groß Schnellendorf, Klein Schnellendorf und Plieschnitz bestand. 1885 zählte Groß Schnellendorf 413 Einwohner.
1933 hatte Groß Schnellendorf 365, 1939 wiederum 350 Einwohner. Bis 1945 befand sich der Ort im Landkreis Falkenberg O.S.
Als Folge des Zweiten Weltkriegs fiel Groß Schnellendorf 1945 wie der größte Teil Schlesiens unter polnische Verwaltung. Nachfolgend wurde der Ort in Przydroże Wielkie umbenannt und der Woiwodschaft Schlesien angeschlossen. 1946 wurde die deutsche Bevölkerung vertrieben. 1950 wurde es der Woiwodschaft Oppeln eingegliedert. 1999 kam der Ort zum neu gegründeten Powiat Nyski (Kreis Neisse). 2005 zählte das Dorf 144 Einwohner.

## Sehenswürdigkeiten
- Die römisch-katholische Kirche Unsere Liebe Frau von Tschenstochau (poln. Kościół Matki Bożej Częstochowskiej) wurde 1831 errichtet. Das Gotteshaus steht seit 1959 unter Denkmalschutz.[9]
- In der Kolonia Przydroże Wielkie befindet sich das eingeschossige Schloss Groß Schnellendorf mit Schlosspark. Die Parkanlage wurde 1949 unter Denkmalschutz gestellt.[9]
- Friedhofskapelle